# RISA (女優)
RISA（りさ）は、日本の女優，モデル。

## 来歴
岡山県倉敷市出身。両親は韓国人で、本籍地は釡山、韓国籍である。本名は전 리사(チョン・リサ)。
14歳でエンターテイメントの世界に興味を持ち始める。ジェニファー・ロペスやビヨンセに憧れ、実力派のR&B・HIPHOPア－ティストを目指し、スクールにて歌とダンスの鍛錬を始める。
22歳でスカウトされ、モデル活動を始める。後に当時のマネージャーから芝居の適正を見出され、27歳で初めて舞台に出演、31歳で本格的に舞台女優に転身する。以降、唐十郎や平田オリザなどの舞台に立つ。
2020年からは、駒谷揚作品のYouTubeドラマ『映画かよ。-Like in Movies-』に主人公の亜美の親友、美帆役で出演。同作品が2022年に韓国ソウルで開催されたSeoul Web Festに3部門ノミネ－トされる。2023年にはカナダT.O.Web Fest、アメリカのNew JerseyWeb Festで演技賞に入選。
2024年1月1日、海外での活動を本格化させるため、「竹内里紗」から「RISA」に改名する。
ファンクラブ名及びファンの呼び名は「Risaaana（リサーナ）」で、ライブ配信の際ファンと一緒に名付けたものである。

## 人物
語学が堪能で、日本語と韓国語を話せる他、実用英語検定1級を取得している。
趣味は建築・美術館巡り・ミステリー小説・競馬で、特技はHIPHOPDANCE・硬筆・着物着付け。日本漢字能力検定1級。着物着付け上級師範の資格を持ち、着付け師としても活動している。
日本の伝統芸能を愛し、歌舞伎に詳しい。坂東玉三郎のファンであること、憧れの女性は竹久夢二の描く「見返り美人」のような女性であることも公言している。
同時に、自身のルーツのある韓国に対しても深い愛情を持ち、特に同国のエンターテイメントのレベルの高さに感銘を受けている。
日本で生まれ育ったため、最初は韓国語を話せなかった。幼少期、「韓国を学ぶため」に両親がソウル旅行に連れて行ってくれたが、「その時は幼すぎてよく分からなかった」という。
スポーツと音楽を愛する少女時代を過ごし、中学ではバスケットボール部キャプテンと生徒会長を務める。
その後、岡山県立岡山城東高等学校国際化に推薦で入学するも、エンターテイメントの世界にて活躍したい思いが強くなり、1年で中退。
当初は歌手を目指し、研鑽を重ねる傍ら、ダンスインストラクターとして生計を立てる日々を送る。その間モデルとしてスカウトされるも、音楽第一の思いが強く、断り続ける。
19歳で音楽留学のためL.A.へ向かう。
その際、トランジットで立ち寄った仁川国際空港にて韓国の歌番組を見、同国の音楽とダンスのレベルに衝撃を受ける。このことが、自身のルーツである韓国に興味を持ったきっかけとなり、後の韓国留学へと繋がる。
ソウルにダンス留学後、20歳から5年間をダンスインストラクターとして過ごした。
現在では流暢に韓国語を話すほか、食や歴史など韓国文化についても精通。また無類の韓国ドラマ・K-POP好きであることも公言している。

## 受賞歴
- 高松浴衣まつりコンテスト優勝（2011年）
- 25ans浴衣でモエ・シャンドンWEB浴衣投票第1位（2012年）
- きものクイーンコンテストビューティー賞（2014年）
- YouTubeドラマ「映画かよ-like in movies-」 Seoul Web Festのオフィシャルセレクションノミネート(2022年)
- YouTubeドラマ「映画かよ-like in movies-」 カナダのT.O.Web Fest 演技賞ノミネート
- YouTubeドラマ「映画かよ-like in movies-」 アメリカのNew Jersey Web Fest 演技賞ノミネート

## 出演

### CM
- au 4G LET 「X'mas version」（2012年）
- ホットペッパービューティー「クラブ編」（2013年）
- KOSE 「グレイスワン」（2014年）
- dodax「勢いのあるサ－ビス編」(2023年)
- スマ－トメゾット web CM (2023年)
- 雄飛堂薬局 (2023年)
- 日本酒「作－zaku-」（2024年）

### 広告
- TRUTH.　イメージモデル（2019年）
- accessory brand「womb☆」メインモデル　（2021年）
- negativepop「退屈」メイン女優　（2021年）
- 横須賀ゴ－ルドビ－ル(2022年)
- 東芝リテールテック「Attend Cart」

### ランウェイ
- http://www.remixstore.jp/ fashion show
- Khttps://www.kobe-collection.com/
- SHIKOKU collection
- https://www.matsuya.com/ginza/events/2011/0826/design-collection/
- https://trendvision.jp/
- https://www.kimono-contest.com/about/index.php

### MV
- マチーデフ「卒業〜graDuaTion〜」（2020年）
- 九里みほ「치우지요-korean ver-」（2023年）

### TV
- テレビ東京「学校では教えてくれないそこんトコロ」出演（2022年）
- テレビ東京「土曜スペシャル・ニューヨ－クの入浴旅」第1弾・第2弾 出演（2022年）
- テレビ東京「土曜スペシャル・ニューヨ－クの入浴旅」第3弾 出演（2023年）

### 雑誌
- 25ans（ハースト婦人画報）
- GLAMOUROUS（講談社）
- NYLON JAPAN（カエルム）
- Lipz（マガジンハウス）
- 大人キレイカタログヘア（主婦の友社）
- からだにいいこと（祥伝社）
- 大人MUSE（宝島社）

### 舞台
- フジテレビ主催・内村光良主演舞台「僕の妻と結婚してください」（2014年2月27日-3月2日、天王洲銀河劇場） - 新郎友人 役
- Dege produce「いい日マブダチ」（2018年7月5日-9日、中野ザ・ポケット） - キタコ 役
- 東京倶楽部「ひとりぼっちのヒーロー」（2018年10月27日-11月5日、すみだパークスタジオ倉） - ケイコ 役
- 能楽と時代の融合劇「夢幻能劇・野望の時代」（2018年3月17-18日、梅若能楽学院会館） - 西郷局 役
- in easy motion「遺産争族」（2018年5月23日-27日、東松原ブロー） - 銀座ママ 役
- 芸門・小豆島公演サナトリウムの春（2018年10月20-21日，肥土山農村歌舞伎舞台） - 幸代 役
- 劇団空間演人「雪中の狩人」（2018年2月、Air studio） - 新井 役
- in easy motion「道化師」（2019年4月2日-7日、池袋シアターグリーンBox in box theater） - 女1 役
- 芸門「日の出食堂」（2019年6月19日-23日、小豆島ふるさと村ワインハウス） - 食一筋 役
- 劇団空感演人「12人の怒れる人々」（2019年9月4日-8日、A-Garage） - 9号 役
- 劇団空感演人「KIRA」（2019年11月30日-12月2日、Air studio） - 上杉彩夏 役
- IN EASY MOTION Vol.39　若手公演「黒くて紅い華2020」（2020年6月3日-6月7日、東松原Broader House）
- 劇団空間演人「六畳一間で愛してる」（2020年） - ヒロイン・坂井沙織里 役
- ムツキカ朗読劇「ら抜きの殺意」 （2020年）- 遠部その子 役
- 劇団空間演人「浮かぶ月，朱に消ゆる」(2021年)-主演・片岡茜役
- 長唄吉祥会「長唄✖️DANCE✖️COFFEE ART」(2021年) -DANCER出演
- 芸門東京公演「小さな島の日の出食堂」(2021年)- 食一筋役
- 平田オリザ　作品・長田大史プロデュース公演「上野動物園再々々襲撃」(2022年)-柿崎役
- 唐十郎　作品・東京倶楽部「ジャガーの眼」(2022年)-看護婦役
- 永井愛作品・長田大史プロデュース公演「萩家の三姉妹」(2023年)-日高文絵役

## ドラマ
- 映画かよ。-like In Movies-(2019-2024年)-美帆役
- 芸門ラジオドラマ「ラブホテルのさくらちゃん」-レイラ役